# Cyathea basirotundata
Cyathea basirotundata är en ormbunkeart som beskrevs av Rakotondr. och Janssen. Cyathea basirotundata ingår i släktet Cyathea och familjen Cyatheaceae. Inga underarter finns listade.